# Semovente da 75/18

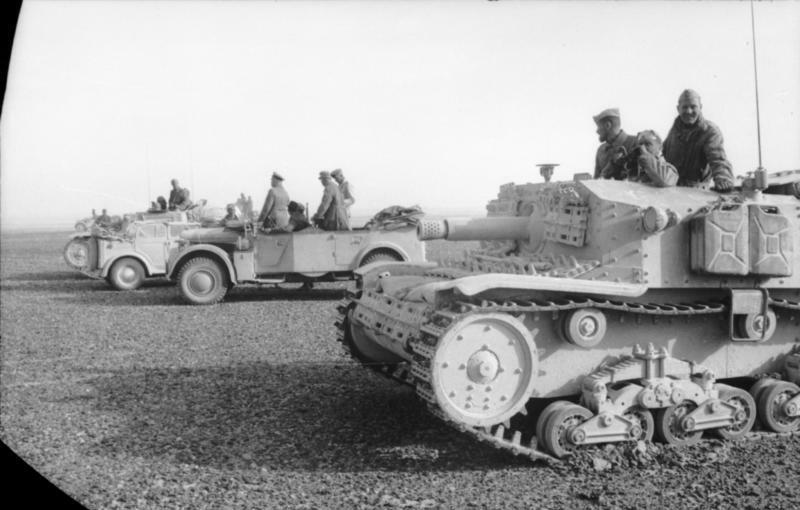

Semovente da 75/18 — лёгкая по массе (14,4 т) итальянская самоходно-артиллерийская установка (САУ) времён Второй мировой войны, относящаяся к классу штурмовых орудий. Эта боевая машина также успешно использовалась как противотанковая САУ и самоходная гаубица. Выпускалась фирмой «Ансальдо», вооружена 75-мм горной гаубицей Obice da 75/18 modello 34. После капитуляции Италии в 1943 году выпуск этих САУ был продолжен для нужд Вермахта под названием Sturmgeschütz M42 mit 75/18 850(i). Использовалась итальянскими и немецкими войсками на театрах военных действий в Северной Африке, на Балканах и в Италии. Оценивается как удачное использование базы безнадёжно устаревшего танка.

## История создания и развития
Уже с момента принятия на вооружение Королевской Армии Италии (Реджио Эзерчито, ит. Regio Esercito) в марте 1940 года нового танка Carro Armato M13/40 стало ясно, что его огневая мощь является недостаточной. Это касалось как бронебойного, так и осколочно-фугасного действия снарядов его 47-мм пушки. На тот момент итальянская военная промышленность не имела более мощного орудия, подходящего для установку в башню М13/40, а разработка перспективного танка Carro Armato P26/40  с более мощным вооружением и бронированием по сравнению с М13/40 находилась только в начальной стадии. Вступление фашистской Италии во Вторую мировую войну в июне 1940 года сразу же показало надобность Реджио Эзерчито в более мощных образцах бронетанкового вооружения, чем уже имеющиеся в наличии.
Решение возникшей проблемы удалось найти на основании боевого опыта немецких союзников во время французской кампании 1940 года. Тогда в Вермахте состоялся дебют штурмовых орудий Sturmgeschütz III, безбашенных самоходно-артиллерийских установок (САУ) на базе среднего танка Panzerkampfwagen III. Эти боевые машины с низким силуэтом, довольно сильным для того времени 50-мм лобовым бронированием и вооружённые короткоствольной 75-мм пушкой предназначались для непосредственной поддержки пехоты и танков. Их задачей была борьба с пулемётными огневыми точками, противотанковой артиллерией противника, а также разрушение фортификационных сооружений полевого типа. Хотя организационно они входили в состав артиллерии Вермахта, в подавляющем большинстве случаев StuG III использовались как безбашенные танки, стреляя прямой наводкой по выявленным целям. Однако присутствовало и всё необходимое прицельное оборудование для стрельбы с закрытых позиций на небольшие дистанции. Их боевое применение во Франции оказалось очень удачным и не осталось незамеченным в Италии. Полковник артиллерии Серджио Берлезе, руководитель работ по созданию горной гаубицы Obice da 75/18, предложил смонтировать её на базе М13/40, по образцу конверсии PzKpfW III в StuG III. Инспекторат артиллерии Генерального штаба Реджио Эзерчито принял это предложение. Прототип такой машины был построен в феврале 1941 года. После успешных испытаний, в мае началось серийное производство новых САУ, получивших обозначение Semovente da 75/18 su scafo M40.[1][2]
С запуском в серию в середине 1941 года танка Carro Armato M14/41 выпуск САУ Semovente da 75/18 продолжили на его базе. Увеличенная до 145 л. с. мощность двигателя несколько улучшила характеристики подвижности машины. Этот вариант получил обозначение Semovente da 75/18 su scafo M41. В самом конце 1942 года в серийное производство пошла новая модификация САУ Semovente da 75/18 su scafo M42 с использованием ходовой части следующей версии базового танка Carro Armato M15/42. Новый более мощный карбюраторный двигатель ещё раз повысил подвижность САУ. Бронирование и вооружение Semovente da 75/18 остались неизменными по ходу этого развития конструкции.
Но дальнейшее развитие конструкции Semovente da 75/18 уже не принадлежало итальянскому танкостроению. 9 июля 1943 года англо-американские войска начали операцию «Хаски» — высадку в Сицилии, спустя неполных два месяца за ней последовала операция «Эвеланш» — высадка на Апеннинский полуостров. В результате успехов сил антигитлеровской коалиции и государственного переворота в Итальянском королевстве Муссолини потерял власть и был арестован, новое правительство во главе с маршалом Пьетро Бадольо и королём Витторио-Эммануэлом III заключило перемирие с союзниками. Ожидавшие такого развития событий немцы заблаговременно усилили своё военное присутствие в Италии и сразу же оккупировали её северные и центральные области, включая Рим. В результате в руках немецкой оккупационной администрации оказались все производственные мощности «Фиат-Ансальдо». Поскольку своей бронетехники Вермахту и войскам СС на итальянском и балканском театрах военных действий не хватало, был сохранён выпуск ряда её итальянских образцов. При этом продолжалось и совершенствование конструкции итальянских машин. В частности, применительно к САУ на базе М15/42 (к тому моменту помимо Semovente da 75/18 выпускались более мощные da 75/34 и da 105/25) несколько изменили конфигурацию их бронекорпуса. Новый вариант, иногда обозначаемый как Scafo M42L, имел большую ширину и меньшую высоту по сравнению с предыдущей версией. Согласно некоторым источникам, последняя серия Semovente da 75/18, выпущенная в 1944 году под полным контролем немцев, использовала именно этот бронекорпус. Развитие базы продолжалось и в дальнейшем, но на неё 75-мм короткоствольные орудия уже не ставились.

## Боевое применение

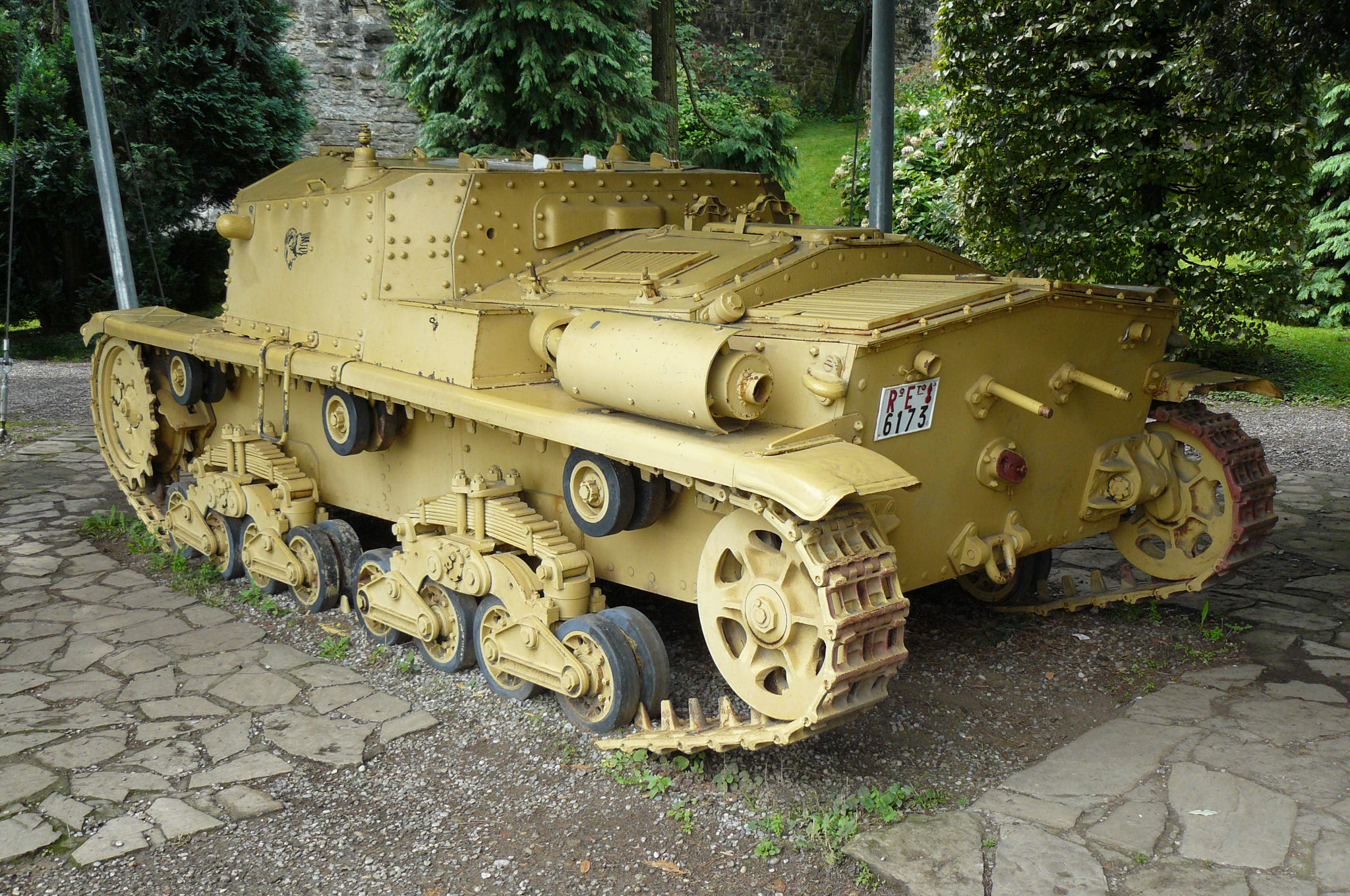
Вид самоходки танковой дивизии Ариете сзади

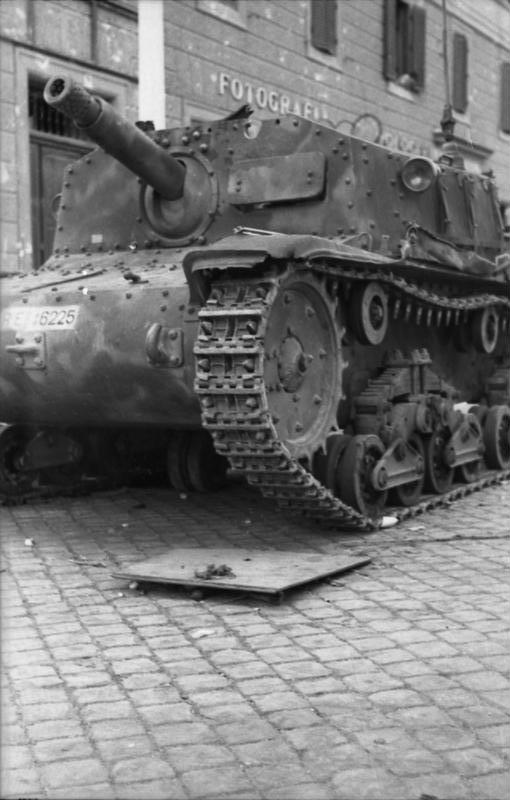

САУ Semovente da 75/18 впервые пошли в бой в начале 1941 года в составе самоходных дивизионов 132-й танковой дивизии «Ариете». Изначально планировалось использовать эти машины в качестве самоходных гаубиц, но уже вскоре выяснилось, что их бронирование и вооружение позволяет более широкое использование. Мощность 75-мм осколочно-фугасного снаряда орудия da 75/18 существенно превосходила аналогичную характеристику снарядов 47-мм пушек итальянских танков семейства «М», в результате Semovente da 75/18 стали использоваться в роли штурмовых орудий для непосредственной поддержки своей пехоты в бою. Бронебойный 75-мм калиберный снаряд позволял бороться с относительно легкобронированной техникой противника, а кумулятивный (в итальянской терминологии Effetto Pronto) — и со средними танками. Так итальянская САУ освоила и специальность истребителя танков. В этом качестве она очень неплохо зарекомендовала себя, например в одном из боёв на линии Газала на североафриканском ТВД дивизион Semovente da 75/18 уничтожил и повредил 22 средних танка М3. Вслед за «Ариете» на Африканский континент была переброшена и 133-я танковая дивизия «Литторио» с ещё двумя дивизионами Semovente da 75/18. В битве под Эль-Аламейном обе эти дивизии были разгромлены британцами и в конце ноября 1942 года расформированы.

Отход сил Оси из Ливии в Тунис прикрывала переброшенная в Африку 131-я танковая дивизия «Чентауро», также имевшая в своём составе дивизион Semovente da 75/18. Эти самоходки активно использовались итальянцами как в наступлении на перевале Кассерин, так и в последующих оборонительных боях с контрударами по противостоящим англоамериканским войскам. Их служба не изобиловала особо яркими эпизодами, но они ещё раз подтвердили свою боевую ценность. Например по ходу наступления Эрвина Роммеля на перевале Кассерин в боях у Джебель-эль-Хамры с 21 по 23 февраля 1943 года прибывшее вовремя подкрепление из нескольких САУ этого типа позволило отбить атаку превосходящих американских сил на небольшой отряд удерживавших этот населённый пункт итальянских танков М14/41 и пехоты. Но в итоге все Semovente da 75/18 дивизии «Чентауро» были потеряны либо в боях, либо стали трофеями союзников после капитуляции итало-немецкой группировки в Тунисе.
В составе ряда частей и подразделений Semovente da 75/18 сражались против высадившихся на Сицилии и материковой Италии англоамериканских войск. Но 3 сентября 1943 года после отстранения от власти бывшего дуче Бенито Муссолини было подписано перемирие между Итальянским Королевством и командованием союзных сил. Ожидавшие такого развития событий немцы имели планы по быстрой оккупации Италии, но новое правительство маршала Пьетро Бадольо тоже предвидело такой ход событий. Командование ещё не до конца сформированных 134-й и 135-й танковых дивизий («Чентауро II» и «Ариете II» соответственно) получило приказ задержать немецкие части, стремившиеся оккупировать Рим и захватить короля и новое правительство. Обе дивизии оказали сопротивление, достаточное для успешной эвакуации Витторио-Эммануила III и его кабинета министров, после чего «во избежание ненужных потерь и бессмысленного кровопролития» сложили оружие и были расформированы. В боях с немцами участвовали и Semovente da 75/18 дивизии «Ариете II», которые в конечном итоге стали германскими трофеями.

Ввиду нехватки собственной бронетехники немцы приняли на своё вооружение ряд итальянских машин. Поскольку им полностью досталась производственная инфраструктура концернов «Бреда» и FIAT-«Ансальдо», они продолжили выпуск и развитие наиболее боеспособных образцов, включая Semovente da 75/18. На немецкой службе эти САУ получили обозначение Sturmgeschütz M42 mit 75/18 850(i), всего от Реджио Эзерчито им досталось 123 машины, ещё 55 было построено по немецкому заказу после сентября 1943 года. В составе оккупационных войск Третьего Рейха они сражались против сил союзников вплоть до последнего дня боевых действий на Апеннинском полуострове. Марионеточная Итальянская социальная республика Бенито Муссолини также имела несколько Semovente da 75/18 su scafo M42 в рядах «своего» Эзерчито Национале Републикано (Национальной республиканской армии), переданных им немецкими хозяевами: три машины в составе дивизиона бронеэскадрона «Сан Джусто» и две в составе «антипартизанского соединения» Ragruppamento Anti Partigiani.
Небольшое количество САУ Semovente da 75/18 находилось на Балканах в составе оккупационных итальянских сил в 1941—1943 годах. Так например в 1943 году в Югославию отправились среди прочих подкреплений две САУ этого типа, а в Греции с декабря 1942 года дислоцировались два самоходно-артиллерийских дивизиона, имевших на вооружении Semovente da 75/18 и da 47/32.

## Модификации
Определяются используемой танковой базой:
- Semovente da 75/18 su scafo M40 — на базе танка Fiat M13/40. В качестве силовой установки использовался дизельный двигатель SPA 8 TM40 V-8 мощностью 125 л. с.;
- Semovente da 75/18 su scafo M41 — на базе танка Fiat M14/41. По сравнению с первой версией двигатель заменён на более мощный дизель SPA 15T (145 л. с.), установлены воздушные и топливные фильтры новой конструкции, более подходящие для работы в условиях североафриканских пустынь;
- Semovente da 75/18 su scafo M42 — на базе танка Fiat M15/42. Желание повысить энерговооружённость танков семейства «М» и САУ на их базе, а также недостаточная мощность имевшихся в распоряжении дизельных двигателей привели к решению о замене их на карбюраторные. Танк М15/41 и САУ на его базе получили силовую установку SPA 15TB, работавшую на бензине. Лучшие характеристики карбюраторного двигателя по снимаемой с него мощности на единицу его массы и объёма позволили существенно выиграть в мощности — 195 л. с. против прежних «дизельных» 145 л. с. Но неизбежным минусом такого перехода стало большее потребление топлива карбюраторным двигателем по сравнению с дизельными модификациями. Чтобы сильно не проиграть в запасе хода, ёмкость топливных баков была несколько увеличена.

## Серийный выпуск
Самоходно-артиллерийская установка Semovente da 75/18 серийно выпускалась промышленным концерном «Фиат-Ансальдо» с 1941 по 1945 год. После капитуляции Итальянского королевства в сентябре 1943 года её производство продолжалось для нужд Вермахта и войск СС под контролем немецкой оккупационной администрации. Незначительное число выпущенных в этот период машин было передано так называемому "Эзерчито Национале Републикано" — вооружённым силам марионеточной Итальянской социальной республики под предводительством свергнутого дуче Бенито Муссолини.
| Производство Semovente da 75/18, шт. |      |      |              |      |      |       |
| Модификация / Год                    | 1941 | 1942 | до июля 1943 | 1944 | 1945 | Итого |
| su scafo M40                         | 60   | –    | –            | –    |      | 60    |
| su scafo M41                         | –    | 162  | –            | –    |      | 162   |
| su scafo M42                         | –    | 2    | 188          | 55   | 9    | 254   |
| Итого:                               | 60   | 164  | 188          | 55   | 9    | 476   |

## Оценка проекта
Semovente da 75/18 является одним из ярких примеров удачной конверсии устаревшей танковой базы в боеспособную самоходно-артиллерийскую установку. Несмотря на довольно скромные тактико-технические характеристики по сравнению с зарубежными аналогами и сильную архаичность технических решений в конструкции, унаследованную от базового танка, САУ Semovente da 75/18 имела большое значение как для итальянского танкостроения, так и для Реджио Эзерчито.
С конструкторской точки зрения она стала первым образцом в целом ряду самоходок с постепенно увеличивающейся огневой мощью и защищённостью. В этом плане даже устаревшая танковая база обладала достаточным модернизационным потенциалом, конструкция её подвески внесла существенную роль в возможность повышения массы машины, т. е. усиления её бронирования и установки на неё более мощных и тяжёлых артиллерийских систем. Естественно, что платой за это стало снижение динамических характеристик. Однако уже изначально подвеска не рассчитывалась на высокие скорости движения, а замена дизельного двигателя на карбюраторный позволила в какой-то степени увеличить запас по удельной мощности. Он оказался востребованным впоследствии, но во благо Вермахта и войск СС, а не Реджио Эзерчито.
Бронирование САУ Semovente da 75/18 без рационального наклона плит обеспечивало защиту фронтальной проекции только от 37-мм и 40-мм снарядов на больши́х дистанциях или при значительном угле встречи снаряда с бронёй относительно нормали. 57-мм британские танковые и противотанковые пушки пробивали 50-мм лобовую бронеплиту САУ на большинстве дистанций реального боя. То же самое можно сказать и о 75-мм пушках «Грантов» и «Шерманов». Недостаточную защищённость во фронтальной проекции пришлось устранять уже немцам в последующих моделях самоходных орудий Semovente на базе танков серии «М».
Подвижность САУ Semovente da 75/18 su scafo M41 являлась вполне адекватной, хотя и не выдающейся с точки зрения развиваемой максимальной скорости. Блокированная подвеска обеспечивала хорошую плавность хода, но, помимо отмеченной выше неприспособленности к высоким скоростям движения, её узлы и агрегаты были довольно громоздкими и располагались вне броневого корпуса машины. В боевых условиях это было чревато потерей подвижности при попадании в тележку подвески даже осколочно-фугасного снаряда среднего калибра.
Надёжность и ремонтопригодность самоходок, особенно после перехода на базу M14/41, оптимизированную для действий в Северной Африке, была достаточно высокой, о технологичности же её конструкции трудно сказать что-либо определённое из-за малого объёма их выпуска. По сравнению с танкостроительными предприятиями своего союзника-Германии «Фиат-Ансальдо» выглядел более чем бледно, не говоря уже о танковой компоненте военно-промышленных комплексов СССР и США. Во многом это и предопределило поражение Реджио Эзерчито и фашистского режима Италии, когда потери возросли настолько, что восполнить их перед лицом всё более усиливающихся противников стало нечем.

## Сохранившиеся экземпляры

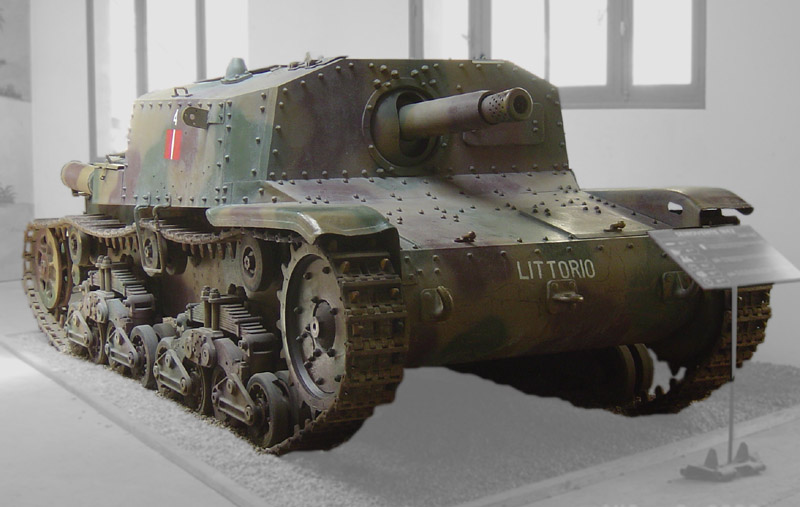
Semovente da 75/18 su scafo M42 во французском танковом музее в г. Сомюр

Достоверно известно о не менее чем 10 сохранившихся САУ Semovente da 75/18. Одна из них находится во французском танковом музее в г. Сомюр, другая — в одном из римских военных музеев, третья - в парке у крепости г.Бергамо, еще одна - в Reggimento Artiglieria a Cavallo, Милан.